# Вернон (Мичиген)
Вернон (енгл. Vernon) град је у америчкој савезној држави Мичиген.

## Демографија
По попису из 2010. године број становника је 783, што је 64 (-7,6%) становника мање него 2000. године.
| Група             | 2000.       | 2010.       |
| Белци             | 825 (97,4%) | 750 (95,8%) |
| Афроамериканци    | 1 (0,1%)    | 1 (0,1%)    |
| Азијати           | 1 (0,1%)    | 1 (0,1%)    |
| Хиспаноамериканци | 15 (1,8%)   | 20 (2,6%)   |
| Укупно            | 847         | 783         |